# Deutsche Sprachprüfung für den Hochschulzugang
L'esame DSH (Deutsche Sprachprüfung für den Hochschulzugang, in italiano: esame di lingua tedesca per l'accesso all'università) è un esame che va sostenuto per l'ammissione ad un'università tedesca se non si è in possesso di un diploma di scuola secondaria in una scuola di lingua tedesca, per dimostrare di possedere competenze linguistiche sufficienti allo studio universitario.
Il certificato ottenuto con l'esame viene riconosciuto da tutte le università tedesche. Il livello linguistico necessario a superare l'esame per la maggior parte delle facoltà si colloca fra il livello B2 e il C1 del QCER; il possesso di altre certificazioni equipollenti di livello C1, come ad esempio il Goethe-Zertifikat C1, esonera dall'obbligo di conseguire il DSH-2; il possesso di certificazioni C2 esonera da qualsiasi debito linguistico. In molte università per poter accedere all'esame è necessario avere già  un'ammissione sotto condizione. In generale le università dove si può sostenere l'esame organizzano corsi preparatori a pagamento.
L'esame consiste in una parte scritta ed una orale. Lo scritto può essere organizzato in modo diverso dalle singole università, ma dura in genere 4-5 ore e vengono sempre richieste le seguenti prestazioni: 
- comporre un breve testo di commento su un tema fornito.
- rispondere a domande riguardanti la comprensione di un breve testo scritto.
- rispondere a domande riguardanti la comprensione di un brano letto in aula (o ascoltato da una cassetta).
- rispondere a domande su alcune strutture linguistiche e grammaticali.

Nel caso il risultato dell'esame sia positivo, si distinguono 3 livelli: 
- DSH-1 (~B2 del QCER): competenze linguistiche quasi sufficienti allo studio universitario; questo livello viene accettato da alcune università, ma in generale non permette l'accesso.
- DSH-2 (~C1 del QCER): competenze linguistiche sufficienti allo studio universitario; questo livello permette l'accesso a quasi tutte le università della Germania (restano escluse le facoltà di medicina, di odontoiatria e poche altre che richiedono un livello linguistico superiore).
- DSH-3 (~C2 del QCER): competenze linguistiche superiori; questo livello permette l'accesso a tutte le università della Germania.